# Anders Svensson
Pour les articles homonymes, voir Svensson.
Anders Svensson, né le 17 juillet 1976 à Göteborg en Suède est un footballeur suédois. Il jouait comme milieu de terrain en équipe de Suède. Il est à ce jour le joueur le plus sélectionné de toute l'histoire de l'équipe suédoise avec 148 sélections.

## Biographie

### En club
Né à Göteborg en Suède, Anders Svensson commence sa carrière professionnelle à l'IF Elfsborg.
En juillet 2001 il rejoint l'Angleterre en s'engageant avec le Southampton FC. Il découvre la Premier League. À l'issue de la saison 2004-2005 le club termine dernier du championnat et est donc relégué. Svensson quitte alors le club.
Il fait son retour à l'IF Elfsborg à l'été 2005, où il signe un contrat de quatre ans et demi.

### En sélection
Svensson est surtout connu pour avoir marqué un des plus beaux buts de la coupe du monde 2002 avec son pays contre l’Argentine : Un coup franc des 30 m qui éliminera la sélection de Marcelo Bielsa dès les phases de groupes.

## Vie personnelle
En 2020 il participe à la 15e saison de Let's Dance, la version suédoise de Danse avec les stars. Le 22 mai 2020 il termine à la 3e place du programme.

## Palmarès
- Suède
  - 148 sélections en équipe nationale (21 buts), plus grand nombre de sélections avec la Suède
  - Participation à la Coupe du monde en 2002 (huitième de finaliste) et 2006 (huitième de finaliste)
  - Participation à l'Euro en 2004 (quart de finaliste) et 2008 (premier tour)

- IF Elfsborg
  - Vainqueur de la Coupe de Suède en 2001
  - Champion de Suède en 2006 et 2012

- Southampton
  - Finaliste de la Coupe d'Angleterre (FA Cup) en 2003